# Ryszard Jegorow
Ryszard Jegorow (ur. 1 sierpnia 1924 roku w Pińsku) – polski prozaik.

## Życiorys
Lata dziecięce i okres okupacji spędził w Puławach. W 1945 ukończył Oficerską Szkołę Wojsk Pancernych. W latach 1944–1955 służył w jednostkach pancernych Ludowego Wojska Polskiego. Jako prozaik debiutował na łamach dziennika "Żołnierz Wolności" w 1953 roku, gdzie pracował jako reporter do 1955. Do roku 1955 był zawodowym wojskowym. Następnie 1956-1959 był redaktorem w wydawnictwie MON. Od 1960 zajmuje się wyłącznie działalnością literacką. Członek Związku Literatów Polskich (1975-1983), w którym był m.in. członkiem Komisji Zarządu Głównego do spraw współpracy z wojskiem oraz członkiem Zarządu Oddziału Lubelskiego. Od 1983 członek reaktywowanego Związku Literatów Polskich.

## Odznaczenia
- Krzyż Kawalerski Orderu Odrodzenia Polski
- Srebrny Krzyż Zasługi (1946)[1]
- Medal 30-lecia Polski Ludowej
- Medal 40-lecia Polski Ludowej
- odznaczenia wojenne

## Nagrody literackie
- 1963 - nagroda III stopnia Ministra Obrony Narodowej
- 1979 - nagroda I stopnia im. Bolesława Prusa za powieść "Prawem kaduka"

## Publikacje
- "Widmo znad Sommy", wraz ze Stafanem Krakowskim, Warszawa 1961

### Publikacje z seriiBiblioteka Żółtego Tygrysa
- "Misja generała Bethouarta", wraz ze Stefanem Krakowskim, Warszawa 1959
- "Upadek regenta", wraz ze Stefanem Krakowskim, Warszawa 1959
- "Szesnasta pancerna", nr 8/67, Warszawa z 1967

### Cykl powieści historycznych z I połowy XVII wieku
- "Prawem kaduka" (1979)
- "Zemsta księcia" (1981)
- "Dekret królewski" (1984)
- "Wojna z Lwem Północy" (1989)

### Inne powieści
- "Ziemia płonie" (1961)
- "Burzany" (1962, wspólnie z Józefem Sobiesiakiem)
- "Pajęczyna" (zbiór opowiadań, 1968)
- "Sędziowie bez togi" (1968)
- "Synowie tej ziemi" (1972)
- "Przyczółek" (1976)
- "Rewanż" (1977)
- "Echa puszczy" (1986)
- "Porywy serca" (1997) - na podstawie biografii Adama Chmielowskiego